# 前田直養
前田 直養（まえだ なおやす、安永元年（1772年）12月 - 文化2年5月29日（1805年6月26日））は、加賀藩の藩士。加賀八家筆頭前田土佐守家の6代当主前田直方の四男。幼名は内匠助。前田土佐守家では当主に準ずる準代として扱っている。
寛政10年（1798年）7月6日に新知2500石を受けるが、文化2年（1805年）5月29日、父に先立ち家督を継がずして34歳で亡くなった。法号は孝順院。土佐守家の家督は子の直時が継承した。